# Королевский кабинет монет
Королевский кабинет монет (швед. Kungliga Myntakabinettet) — нумизматический музей, расположенный в историческом центре Стокгольма. Кабинет монет — один из старейших музеев Швеции, в коллекции которого можно увидеть и раковины каури, и кредитные карты 21-го века.
Основателем музея считается король Юхан III, который собрал старинные шведские монеты для обоснования прав Швеции на изображение трёх корон на национальном гербе. Оказалось, что три короны гравировались на шведских монетах начиная с XIV века. К 1630 году коллекция насчитывала всего 57 монет и медалей. На протяжении многих лет собрание музея пополнялось за счёт пожертвований, приобретения других коллекций и предметов, обнаруженных при раскопках. Важное приобретение было сделано в 1974 году, когда Кабинет монет приобрёл большое количество различных банковских документов (акции, сертификаты и т.д.). Более 18 000 серебряных монет пополнили собрание музея после обнаружения в центре Стокгольма клада «The Lohe Hoard», датированного 1741 годом.
В настоящее время музейная коллекция насчитывает около 600 000 монет, банкнот, жетонов, долговых расписок, сертификатов, акций, кошельков и других материалов. Особый интерес представляют первые шведские медные монеты, отчеканенные в конце X века при правлении короля Олафа Скетконунга, монета 1644 года весом в 19,7 кг времён правления королевы Кристины, первые в мире банкноты Банка Стокгольма, напечатанные в 1661 году, деньги периода гиперинфляции в Веймарской республики, Нобелевские медали.
Основные разделы музея:
- Мировые деньги
- Шведские монеты
- Сберегательные банки и копилки
- Государственные финансы
- Искусство Медалей
- Магия кладов и сокровищ
- Tally Up! (раздел для детей)